# Grauenthal
Grauenthal (oberfränkisch: Groadol) ist ein Gemeindeteil der Gemeinde Neudrossenfeld im Landkreis Kulmbach (Oberfranken, Bayern). Grauenthal liegt in der Gemarkung Brücklein.

## Geographie
Die Einöde liegt südlich der Bundesautobahn 70. Im Westen befinden sich Photovoltaikanlagen, im Norden liegt ein Gewerbegebiet. Ein Eiche östlich des Ortes ist als Naturdenkmal geschützt. Ein Anliegerweg führt nach Igelsreuth (0,7 km westlich) bzw. nach Unterbrücklein zur Bundesstraße 85 (0,6 km östlich).

## Geschichte
Der Ort wurde 1740 als „ufn grohen Thal“ erstmals schriftlich erwähnt. Das Bestimmungswort ist der Familienname Grah, wohl der Name des damaligen Besitzers der Einöde.
Gegen Ende des 18. Jahrhunderts bestand Grauenthal aus einem Anwesen. Das Hochgericht übte das bayreuthische Stadtvogteiamt Kulmbach aus. Die Verwaltung Altenplos war Grundherr des Söldengütleins.
Von 1797 bis 1810 unterstand der Ort dem Justiz- und Kammeramt Kulmbach. Mit dem Gemeindeedikt wurde Grauenthal dem 1811 gebildeten Steuerdistrikt Brücklein und der 1812 gebildeten gleichnamigen Ruralgemeinde zugewiesen. Am 1. Januar 1976 wurde Grauenthal im Zuge der Gebietsreform in Bayern in Neudrossenfeld eingegliedert.

## Einwohnerentwicklung
| Jahr      | 001818 | 001861 | 001871 | 001885 | 001900 | 001925 | 001950 | 001961 | 001970 | 001987 |
| Einwohner | 9      | 7      | 7      | 7      | 9      | 7      | 12     | 6      | 5      | 3      |
| Häuser    | 1      |        |        | 1      | 1      | 1      | 1      | 1      |        | 1      |
| Quelle    | [ 8 ]  | [ 11 ] | [ 12 ] | [ 13 ] | [ 14 ] | [ 15 ] | [ 16 ] | [ 17 ] | [ 18 ] | [ 1 ]  |

## Religion
Grauenthal ist evangelisch-lutherisch geprägt und nach Neudrossenfeld gepfarrt.